# Wierbowka (obwód smoleński)
Wierbowka (ros. Вербовка) – wieś (ros. деревня, trb. dieriewnia) w zachodniej Rosji, w osiedlu wiejskim Prigorskoje rejonu smoleńskiego w obwodzie smoleńskim.

## Geografia
Miejscowość położona jest nad rzeką Nagać, przy drodze federalnej R120 (Orzeł – Briańsk – Smoleńsk – Witebsk), 21,5 km od drogi magistralnej M1 «Białoruś», 1 km od centrum administracyjnego osiedla wiejskiego (Prigorskoje), 12 km od Smoleńska, 5,5 km od stacji kolejowej (Tyczinino).
W granicach miejscowości znajdują się ulice: Bieriozowaja, Centralnaja, Centralnyj pierieułok, Cwietocznaja, Cwietocznyj pierieułok, Dacznaja, 1-ja Dacznaja, Kasztanowaja, Kasztanowyj pierieułok, Ługowaja, Malinowyj pierieułok, Owrażnaja, Polewaja, Prioziornyj pierieułok, Projezżaja, Rakitnyj pierieułok, Rodnikowaja, Sadowaja, Sadowyj pierieułok, Sirieniewaja, Sołniecznaja, Tienistaja, Wasilkowaja, Wiesienniaja, Wiesiennij pierieułok, Winogradnaja, Wiszniewaja, Zariecznaja, Zielonaja, Znamienskij pierieułok.

## Demografia
W 2010 r. miejscowość zamieszkiwały 2 osoby.